# Нумений (селевкидский стратег Месены)
Нумений (др.-греч. Νουμήνιος) — селевкидский стратег и сатрап в Месене.
Из книги Плиния Старшего известно, что Нумений, «стратег Антиоха в Месене», одержал в один день две победы над персами: морскую и на суше, после чего воздвиг двойной трофей в честь Юпитера и Нептуна. Как отметил М. Шэйеген, по всей видимости, персы в это время были независимы от Селевкидов или же восстали против них. Неизвестно, к периоду правления какого селевкидского царя с именем Антиох относится это сообщение. По мнению большинства исследователей, речь может идти об Антиохе IV Эпифане (правил в 175—164 годах до н. э.). Помимо прочего при нём был осуществлён выпуск небольшой серии бронзовых монет, на реверсе которых был изображён украшенный лентой нос корабля. По предположению российских исследователей С. В. Новикова и А. С. Анохина, с этими событиями может быть связано другое свидетельство римского писателя — о восстановлении после наводнения Александрии-на-Тигре (Харакс). Хотя сообщение Плиния можно отнести и к Антиоху I Сотеру, и Антиоху III Великому (у которого оставались достаточные силы и после заключенного в 188 году до н. э. Апамейского договора), и Антиоху VII Сидету.
Советский антиковед А. И. Болтунова связала обнаруженные в 1927 году в Армавире надписи с упоминанием имени Нумения со стратегом Антиоха Эпифана. По её мнению, Нумений пользовался большим влиянием у царя, поэтому ему могла быть поручена миссия по изложению условий армянскому царю Артаксию. Историк К. В. Тревер в связи с этим отметила, что догадку Болтуновой из-за фрагментарности надписи сложно как подтвердить, так и опровергнуть. Также Болтунова посчитала, что Нумений сообщил жене Антиоха Лаодике о смерти её мужа. Армянский учёный Я. А. Манандян критически отнёсся к этой гипотезе, указав, что подобная надпись была бы составлена в резиденции Селевкидов, а не в Армении, и речь идёт о гибели Ерванда, о чём Нумений извещает его сестру.